# Cupania triquetra
Cupania triquetra är en kinesträdsväxtart som beskrevs av Achille Richard. Cupania triquetra ingår i släktet Cupania och familjen kinesträdsväxter. Inga underarter finns listade i Catalogue of Life.